# Basarab Panduru
Basarab Nică Panduru (nacido el 11 de julio de 1970, en Mârzăneşti, Teleorman, Rumania) es un exfutbolista y actual entrenador de fútbol rumano. 
Un centrocampista ofensivo que destacaba por su técnica, Panduru fue fichado por el Steaua de Bucarest en 1991, jugando ahí 131 partidos y marcando 34 goles. Después jugó en el equipo portugués Benfica, así como media temporada en el equipo suizo Neuchatel Xamax y una temporada en el FC Porto. 
Panduru jugó 22 partidos en la selección de fútbol de Rumania, marcando 1 gol. Fue seleccionado para el mundial de Estados Unidos 1994, donde disputó 7 minutos ante Suiza y 8 ante Argentina.
Fue entrenador del FC Timişoara, FC Vaslui, FC Farul Constanţa y FC Progresul Bucureşti. Fue mánager general del Steaua en la temporada 2009-2010, cuando entrenador era Mihai Stoichiţă.
- Datos: Q386973